# Dactylostelma
Dactylostelma là chi thực vật có hoa trong họ Apocynaceae.